# Drapetis hutsoni
Drapetis hutsoni is een vliegensoort uit de familie van de Hybotidae. De wetenschappelijke naam van de soort is voor het eerst geldig gepubliceerd in 1967 door Smith.